# Atri
Atri (tiếng Phạn: अत्रि) hay Attri là một nhà hiền triết Vệ đà, được ghi nhận là người đã sáng tác nhiều bài thánh ca cho thần Agni, thần Indra và các vị thần Vệ Đà khác của Ấn Độ giáo. Atri là một trong những Saptarishi (bảy nhà hiền triết Vệ Đà vĩ đại) trong truyền thống Ấn Độ giáo và là người được nhắc đến nhiều nhất trong thánh kinh Rigveda.
Mandala thứ năm (Quyển 5) của Rigveda được gọi là Atri Mandala để vinh danh ông. Tám mươi bảy bài thánh ca trong đó được cho là của ông và các hậu duệ của ông.
Atri cũng được đề cập trong Puranas và Sử thi Hindu như Ramayana và Mahabharata.